# おおた芸術学校
おおた芸術学校（おおたげいじゅつがっこう）は群馬県太田市にあるオーケストラ・合唱・演劇の教育機関。一般財団法人太田市文化スポーツ振興財団が運営している。芸術顧問は新国立劇場オペラ芸術監督の飯守泰次郎（2006〜2021）。

## 概要
太田市の将来都市像である「人と自然にやさしく、品格のあるまち　太田」としており、その一環で本校を運営している。

### 職員による不正報酬とパワハラ
2023年9月、おおた芸術学校の担当課長（太田市文化スポーツ部参事の男性職員）が、同校の演奏会に指揮者として出演するなどして多額の報酬（6年間にわたり、出演の対価として約640万円）を得ていたとして、停職3カ月の懲戒処分。
同時に同職員は、特定の職員に叱責等を繰り返して退職させるなどのパワハラ行為、同校備品のバイオリンを手続きせずに外部に売却するなどの不祥事も発覚した。

## 本科
- リトミック科　年長、小学1年生、2年生を対象
- 合唱科　小学3年生から中学3年生までを対象
- 演劇科　小学3年生から中学3年生までを対象
- オーケストラ科
  - 弦楽器　小学1年生から中学3年生までを対象　ヴァイオリン、チェロ
  - 管打楽器　小学4年生から（一部中学1年生から）中学3年生までを対象 フルート、オーボエ、クラリネット、ファゴット、サクソフォーン、ホルン、トランペット、トロンボーン、打楽器
- ソルフェージュ科
  - 小学1年生から中学3年生までのオーケストラ科と合奏科受講生のみを対象

## 付属団体
付属団体として以下の団体を設けている。小学5年生から高校3年生までが対象。オーディション制。
- ジュネス（オーケストラ）
- コールエンジェル（合唱団）
- 松ぼっくり（劇団）

## 一般団体
高校生から社会人が対象。
- おおたウィンドオーケストラ
- おおた混声合唱団
- 劇団「PINO」～Teatro Pino～
- おおた管弦楽団「リジョイス」

## その他団体
- おおたアカデミーオーケストラ（プロオーケストラ）